# 폼발

폼발의 위치

폼발(포르투갈어: Pombal)은 포르투갈 레이리아 현에 위치한 도시로 면적은 626.00km2, 인구는 55,217명(2011년 기준), 인구 밀도는 88명/km2이다.

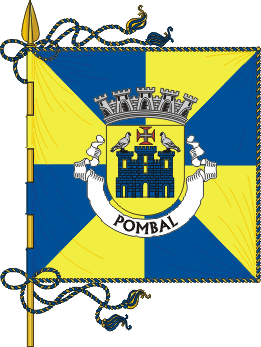
시기
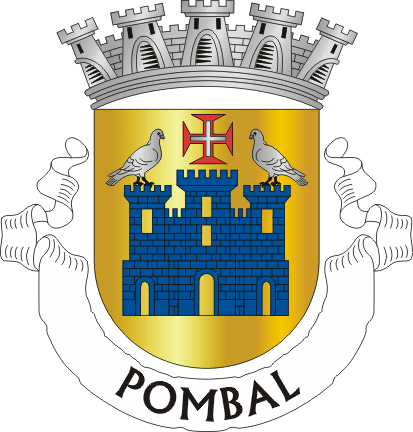
시 문장